# 양근승
양근승(1935년 10월 21일~2020년 6월 25일)은 대한민국의 드라마 작가이자 소설가 겸 영화 시나리오 각본 집필 극작가로, 1962년에 서울중앙방송 신춘방송극 릴레이 최우수상 수상으로써 문단에 데뷔하였다.
1962년 3월, 서울중앙방송(지금의 KBS 한국방송공사)의 신춘방송극 릴레이에서 《나비의 숨소리》로 최우수상을 받으면서 드라마 집필 작가로 데뷔하였고, 그 후 여러 작품을 집필하였으며 1990년 9월부터 시작한 드라마 《대추나무 사랑 걸렸네》의 극본(집필)을 맡아 많은 인기를 얻었으며, 17년 1개월 동안 집필한 이 작품이 바로 그의 대표작이기도 하다.
2017년 3월에 집필 활동에서 모두 은퇴를 했으며, 2020년 6월 25일에 지난 3년간 앓던 폐암으로 투병하다가, 결국 폐렴으로 인해 별세했다. 향년 84세.

## 집필작

### 영화각본 작품
- 1973년 《고향에 진달래》
- 1974년 《첫손님》

### 라디오 드라마 각본 작품
- 1962년 KBS 《나비의 숨소리》
- 1973년 DBS 《옥동자의 비밀》
- 1973년 DBS 《쾌걸 홍길동》

### 텔레비전 드라마 각본 작품
- 1962년 KBS 《나비의 숨소리》
- 1974년 TBC 《봉구》
- 1974년 TBC 《사리송 탐정단》
- 1974년 KBS 《실비명》
- 1975년 MBC 《밀물》
- 1977년 TBC 《판결》
- 1977년 TBC 《강남 1번지》
- 1980년 KBS 《계절풍》
- 1982년 KBS 《꽃바람》
- 1982년 KBS 《새야 새야》
- 1984년 KBS 《지역 드라마 - 영산강》
- 1984년 KBS 《청소년 문학관 - 노란 손수건》
- 1985년 KBS 《황토》
- 1986년 KBS 《드라마 게임 - 서울 뻐꾸기》
- 1986년 KBS 《길손》
- 1987년 KBS 《전설의 고향 - 돌도령》
- 1987년 KBS 《드라마 게임 - 침묵의 강》
- 1987년 KBS 《영원의 미소》
- 1987년 KBS 《드라마 게임 - 높새바람》
- 1987년 KBS 《어머니》 ... 초대 집필 작가(중도하차)
- 1988년 KBS 《TV 손자병법》 ... 제2대 집필 작가(중도합류 이후 중도하차)
- 1989년 KBS 《드라마 게임 - 아빠의 겨울방학》
- 1989년 KBS 《드라마 게임 - 밤에만 크는 나무》
- 1989년 MBC 《베스트 셀러 극장 - 안개의 깃발》
- 1990년 KBS 《대추나무 사랑 걸렸네》
- 1997년 KBS 《신년 특집 드라마 - 댁의 딸, 우리 아들》 ... 공동 집필(feat. 정경애 작가)
- 1997년 KBS 《세 여자》 ... 초대 집필 작가(중도하차)

## 수상 내역
- 1992년 백상예술대상 TV 드라마 극본상
- 1998년 농업인의 날 대통령 표창
- 2007년 KBS 연기대상 공로상